# Rhacophorus translineatus
Espèce
Statut de conservation UICN

 DD  : Données insuffisantes
Rhacophorus translineatus est une espèce d'amphibiens de la famille des Rhacophoridae.

## Répartition
Cette espèce se rencontre entre 1 200 et 1 500 m d'altitude, :
- dans le xian de Mêdog au Tibet ;
- dans l'État d'Arunachal Pradesh en Inde.

## Publication originale
- Sichuan Institute of Biology Herpetology Department (Fei, Ye, Wu & Hu), 1977 : A survey of amphibians in Xizang (Tibet). Acta Herpetologica Sinica, vol. 23, no 1, p. 54-63.